# Sanctuaire Saint-Lazare de Santiago de las Vegas
Le sanctuaire Saint-Lazare de Santiago de las Vegas est une église située à Cuba dans la ville de Santiago de las Vegas au lieudit El Rincón situé à 4 kilomètres du centre, à laquelle l’Église catholique donne, par la Conférence des évêques catholiques de Cuba, le statut de sanctuaire national,. Il est rattaché à l’archidiocèse de La Havane. Il est dédié à saint Lazare, associé à des guérisons et fêté le 17 décembre, même si, par syncrétisme, Babalu Aye y est également vénéré.

## Histoire
L’église Saint-Lazare est initialement rattachée à une léproserie, construite à proximité en 1781. Elle est par la suite déplacée à son emplacement actuel, en 1917.
Une grosse restauration a lieu en 1936, puis des agrandissements en 1950-1960 et dans les années 1990. Le sanctuaire est visité en 1998 par le pape Jean-Paul II.